# جورج بلانكو
جورج بلانكو (بالإسبانية: Jorge Blanco)‏ هو راقص ومغني وموسيقي وممثل مكسيكي، ولد في 19 ديسمبر 1991 في المكسيك.

## وصلات خارجية
- جورج بلانكو على موقع IMDb (الإنجليزية)
- جورج بلانكو على موقع ألو سيني (الفرنسية)
- جورج بلانكو على موقع ميوزك برينز (الإنجليزية)
- جورج بلانكو على موقع أول ميوزيك (الإنجليزية)
- جورج بلانكو على موقع ديسكوغز (الإنجليزية)
- جورج بلانكو على موقع قاعدة بيانات الفيلم (الإنجليزية)